# Oxytorus confusus
Oxytorus confusus är en stekelart som beskrevs av Humala 2003. Oxytorus confusus ingår i släktet Oxytorus och familjen brokparasitsteklar. Inga underarter finns listade i Catalogue of Life.